# The Trouble with Angels (Filter)
The Trouble with Angels è il quinto album in studio del gruppo musicale statunitense Filter, pubblicato nel 2010.

## Tracce
1. The Inevitable Relapse – 3:30
2. Drug Boy – 3:47
3. Absentee Father – 3:59
4. No Love – 4:20
5. No Re-Entry – 5:40
6. Down with Me – 3:53
7. Catch a Falling Knife – 4:03
8. The Trouble with Angels – 3:53
9. Clouds – 3:33
10. Fades Like a Photograph (Dead Angel) – 4:24

## Formazione
- Richard Patrick - voce, chitarra, programmazioni
- Mika Fineo - batteria
- Mitchell Marlow - chitarra
- John Spiker - basso, programmazioni